# Królowa Polana
Królowa Polana – polana w Dolinie Olczyskiej w polskich Tatrach Zachodnich. Znajduje się w górnej części tej doliny, w jej orograficznie lewej odnodze. Położona jest na wysokości około 1230–1270 m, w dolnej części północno-wschodnich stoków Wielkiej Kopy Królowej. Dawniej należała do Hali Królowej Niżniej, stał na niej szałas i szopy. Nazwa polany i hali pochodzi od dawnych właścicieli o nazwisku Król. Po zaprzestaniu jej użytkowania stopniowo zarasta lasem. W 1965 miała powierzchnię ok. 4 ha. W 2004 po 37 latach od zaprzestania jej użytkowania powierzchnia polany zmniejszyła się o ok. 33%. Górnym skrajem polany prowadzi nartostrada.

## Nartostrady
z Kasprowego Wierchu, przez Kocioł Kasprowy, Królowy Grzbiet, Skupniów Upłaz i Nosalową Przełęcz do Kuźnic (trasa jednokierunkowa).